# 青春!イモトの門
『青春!イモトの門』（せいしゅんイモトのもん）はワタナベエンターテインメント制作、BSフジで2010年11月6日から2011年3月25日まで放送されたドキュメンタリーバラエティ番組。

## 概要
イモトアヤコにとって初となる冠番組。ワタナベエンターテイメントカレッジ、ワタナベエンターテイメントスクール、ワタナベコメディスクールの3校の全生徒約1800名の中から10組12名を選び、彼らの成長、奮闘、活躍ぶりを追って放送していく。イモトは、その“夢の見届け人”となってMCを務める。
そして、2011年3月に『表参道GROUND』でのそれぞれのラストステージに100人以上の有料入場者を集めてライブを行うことが目標であるが、2011年1月29日、2月5日、2月12日の放送の回で「中間発表」が行われ、ここで自分のアピールと、生徒それぞれのブログ更新数及びコメント数、ハガキによる投票、スタッフによる評価を加味した審査で、脱落者3組が決定された。ラストステージに立つのは残る7組となった。
しかし、ラストステージの2日前から発生した東北地方太平洋沖地震の影響で、当日は急遽、企画を変更しチャリティイベントに変更になった。また放送日程も地震による報道特別番組で変更を余儀なくされ、ライブの模様は3月25日夜に代替放送された。

## 出演
- イモトアヤコ（MC）

| 氏名                   | 生年月日       | 目標ジャンル | 備考           |
| ---------------------- | -------------- | ------------ | -------------- |
| 橋本真一               | 1989年10月9日  | 俳優         |                |
| 藤田恵名               | 1990年7月7日   | 歌手         |                |
| 淡輪優紀               | 1992年10月10日 | タレント     |                |
| 大野直樹               | 1993年3月16日  | 俳優         |                |
| マリカ                 | 1983年8月24日  | お笑い       |                |
| 平尾勇志               | 1989年7月26日  | 歌手         |                |
| さなえ（雷鳥）         | 1977年6月9日   | お笑い       |                |
| 裕一（雷鳥）           | 1979年8月29日  | お笑い       |                |
| 水之江優記             | 1990年6月26日  | 俳優         | 中間発表で脱落 |
| 長谷川俊輔（クマムシ） | 1985年12月18日 | お笑い       | 中間発表で脱落 |
| 佐藤大樹（クマムシ）   | 1988年3月30日  | お笑い       | 中間発表で脱落 |
| 泉芙美                 | 1991年2月24日  | 歌手         | 中間発表で脱落 |

- ナレーター：中村仁美（フジテレビアナウンサー）

## 放送時間
- 本放送

毎週土曜日 23:30 - 23:55
- 再放送

毎週日曜日 18:30 - 18:55

## スタッフ
- 企画：渡辺ミキ
- 編成：伊藤幸弘（BSフジ）
- 構成：酒井義文、若林寛朗、田中イデア
- 美術進行：林勇
- 音響効果：石崎野乃
- AP：横田淳子
- キャスティング：寺岡君隆
- ディレクター：村井伸一、坂上祐生、陣崎行夫、奥野祐士
- 演出：有川崇
- 監修：宮本譲二、西山佳男
- プロデューサー：中間恒、仲村孝明
- 協力：ワタナベエンターテイメントカレッジ、ワタナベエンターテイメントスクール、ワタナベコメディスクール
- 制作著作：ワタナベエンターテインメント